# Альтшулер, Борис Абрамович
Бори́с Абра́мович Альтшу́лер (26 мая 1904, Москва — 1994, Москва) — советский режиссёр и сценарист научно-популярного и игрового кино. Заслуженный деятель искусств РСФСР (1969).

## Биография
Родился 13 (26) мая 1904 года в Москве. В 1924 году окончил Государственный институт слова.
Принимал участие в создании сценариев к немым фильмам «Бабы рязанские» (1927), «Реванш» (1930) и другим.
С 1932 года в научно-популярном кино. Один из основоположников советского учебного кино. Был соавтором и режиссёром кинокурсов «Автомобиль» и «Трактор». Поставил учебный цикл для обучения иностранцев русскому языку, цикл фильмов о воспитании актёров в Школе-студии МХАТа и другие.
С 1926 года преподавал во ВГИКе, с 1963 года руководил мастерской режиссуры учебных фильмов. В 1962—68 годах был художественным руководителем объединения учебных фильмов «Центрнаучфильма». Автор сюжетов кинопериодики: «Альманах кинопутешествий», «Наука и техника».
Кандидат искусствоведения (1955). Член Союза кинематографистов (Москва), автор книг и статей о кинематографе.
Похоронен на Востряковском кладбище в Москве (участок № 43-1).

### Семья
- Отец — Абрам Ипатьевич Альтшулер (1877—1954)[6].
- Дети — Любовь Борисовна (род. 1939), работала в Гостелерадиофонде; Сергей Борисович Новиков (1944—2004).

## Фильмография

### Сценарист
- 1927 — Бабы рязанские (совм. с О. Вишневской)
- 1928 — Иван да Марья (совм. с В. Шкловским, В. Широковым)
- 1929 — Когда зацветут поля (совм. с И. Кравчуновским)
- 1930 — Реванш (совм. с М. Роммом и Н. Жинкиным)
- 1970 — Мы — куряне (совм. с Г. Чертовым)
- 1971 — Заповедные ритмы Севера (совм. с Г. Чертовым)

### Режиссёр
- 1930 — Звуковая сборная программа № 3
- 1931 — Человек ближайшего будущего
- 1933 — Устройство автомобиля: Электрооборудование
- 1935 — Устройство автомобиля: Батарейное зажигание
- 1936 — Устройство автомобиля: Рулевое управление
- 1938 — Устройство трактора: Трансмиссия и ходовая часть
- 1939 — Конвейер домов
- 1942 — Оружие снайпера
- 1944 — Вторая жизнь машины
- 1945 — Крепче стали
- 1945 — Органы движения человека
- 1945 — Сердце человека
- 1946 — У академика Цицина[7]
- 1947 — Зоркий помощник
- 1947 — Преобразователи природы
- 1947 — Умные машины
- 1952 — Невидимые волны
- 1953 — Рассказ о советском автомобиле
- 1955 — Экран жизни
- 1956 — За рулём автомобиля (совм. с Я. Дихтером)
- 1957 — Будущее начинается сегодня
- 1958 — Редкие металлы[8]
- 1959 — На страже жизни
- 1959 — Твёрдый характер[9]
- 1960 — Соль, не уходи!
- 1962 — Фонетика
- 1963 — Глеб Максимиллианович Кржижановский[10]
- 1964 — Дмитрий Кабалевский[11]
- 1968 — На выставке декоративного искусства[12]
- 1970 — Основные виды русского народного танца / Раздел третий (совм. с Г. Чертовым)[13]
- 1970 — Мы — куряне (совм. с Г. Чертовым)[14]
- 1971 — Заповедные ритмы Севера (совм. с Г. Чертовым)[15]
- 1972 — Земли партизанской сыны
- 1972 — Первое знакомство[16]
- 1975 — На 4-м курсе школы-студии МХАТ / 1 раздел[17]
- 1975 — На 4-м курсе школы-студии МХАТ / 2 раздел[18]
- 1976 — На 2-м курсе школы-студии МХАТ[19]
- 1977 — На первом курсе школы-студии МХАТ / 1 раздел[20]
- 1977 — Приёмные экзамены в школу-студию МХАТ[21]
- 1978 — На первом курсе школы-студии МХАТ / 2 раздел[22]